# بیستریلیتسا
بیستریلیتسا (به لاتین: Bistrilitsa) یک منطقهٔ مسکونی در بلغارستان است که در شهرستان برکوویتسا واقع شده‌است.